# Rue Versigny
Koordinaten: 48° 54′ N, 2° 21′ O
Die Rue Versigny ist eine Straße im 18. Arrondissement von Paris.

## Lage
Die Rue Versigny wird durch die Rue Duhesme in zwei Einbahnstraßen geteilt:
- nach Nordwesten führt sie zur Rue Letort.
- nach Südosten führt sie zur Rue du Mont Cenis

## Namensursprung
Der Name der Straße bezieht sich auf einen ehemaligen Eigentümer der Parzelle.

## Geschichte
Die Straße gehörte zur ehemals selbständigen Gemeinde Montmartre, wurde um 1850 mit dem gegenwärtigen Namen geöffnet und am 23. Mai 1863 in das Pariser Straßennetz übernommen.